# Lijst van amfibieën in Jamaica
Onderstaande lijst van amfibieën in Jamaica bestaat uit een totaal van 25 in Jamaica voorkomende soorten die allen tot de orde van de kikkers (Anura) behoren. Deze lijst is ontleend aan de databank van Amphibian Species of the World.

## Kikkers (Anura)

### Bufonidae

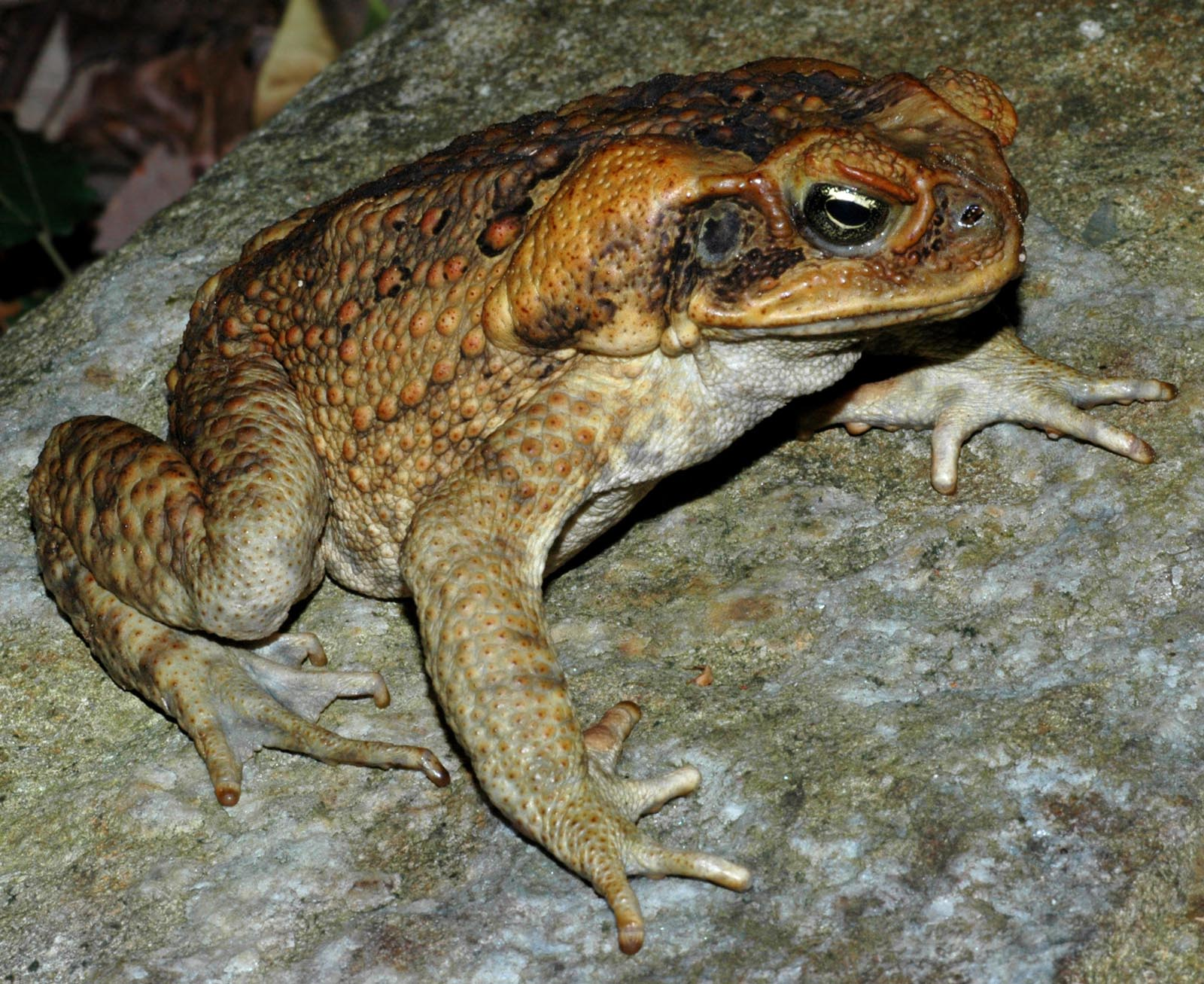
Rhinella marina

Orde: Anura. 
Familie: Bufonidae
- Rhinella marina (Linnaeus, 1758)

### Eleutherodactylidae
Orde: Anura. 
Familie: Eleutherodactylidae
- Eleutherodactylus alticola Lynn, 1937
- Eleutherodactylus andrewsi Lynn, 1937
- Eleutherodactylus cavernicola Lynn, 1954
- Eleutherodactylus cundalli Dunn, 1926
- Eleutherodactylus fuscus Lynn & Dent, 1943
- Eleutherodactylus glaucoreius Schwartz & Fowler, 1973
- Eleutherodactylus gossei Dunn, 1926
- Eleutherodactylus grabhami Dunn, 1926
- Eleutherodactylus griphus Crombie, 1986
- Eleutherodactylus jamaicensis Barbour, 1910
- Eleutherodactylus johnstonei Barbour, 1914
- Eleutherodactylus junori Dunn, 1926
- Eleutherodactylus luteolus (Gosse, 1851)
- Eleutherodactylus nubicola Dunn, 1926
- Eleutherodactylus orcutti Dunn, 1928
- Eleutherodactylus pantoni Dunn, 1926
- Eleutherodactylus pentasyringos Schwartz & Fowler, 1973
- Eleutherodactylus sisyphodemus Crombie, 1977

### Hylidae
Orde: Anura. 
Familie: Hylidae

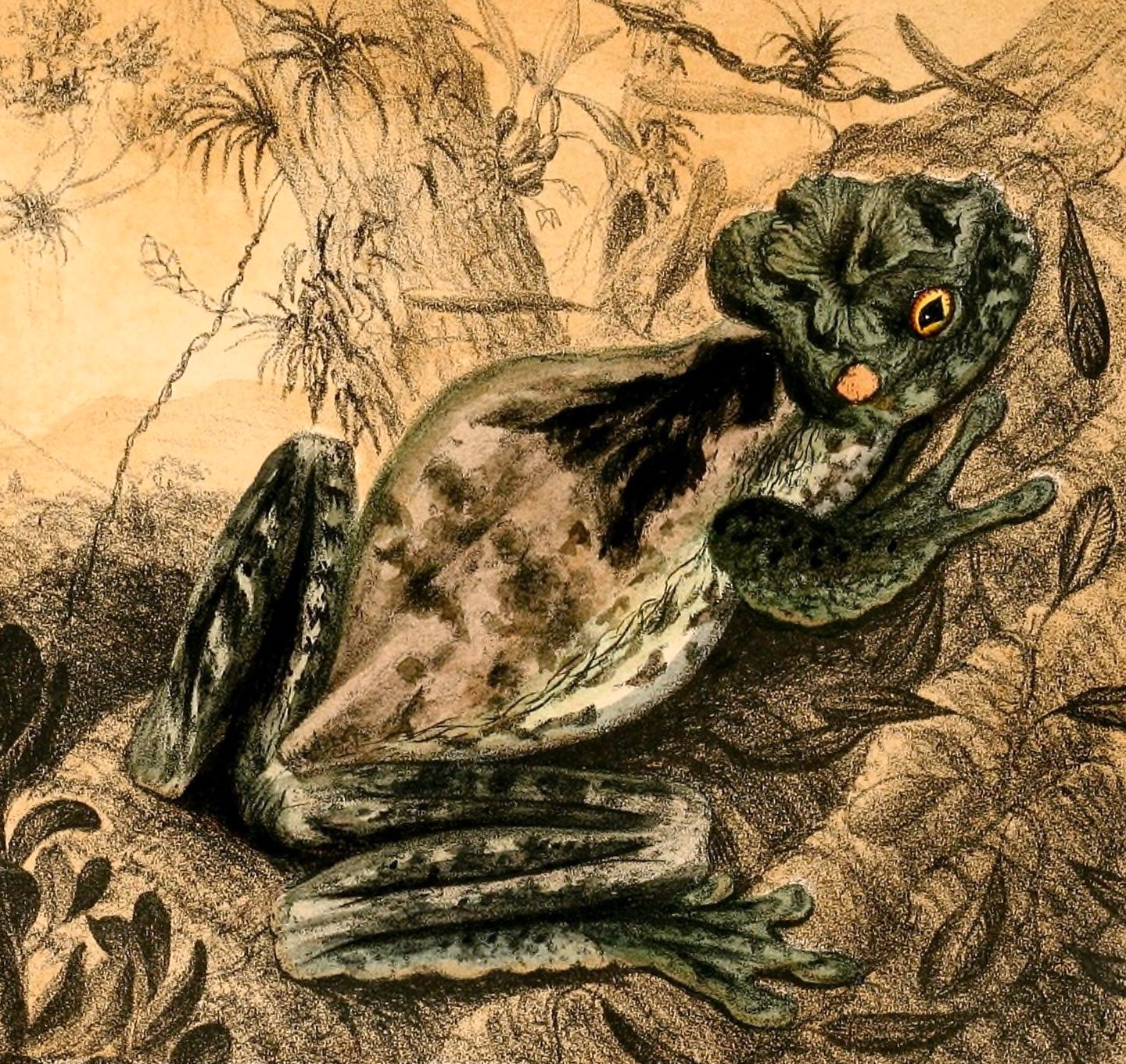
Osteopilus crucialis

- Osteopilus crucialis (Harlan, 1826)
- Osteopilus marianae (Dunn, 1926)
- Osteopilus ocellatus (Linnaeus, 1758)
- Osteopilus wilderi (Dunn, 1925)

### Leptodactylidae

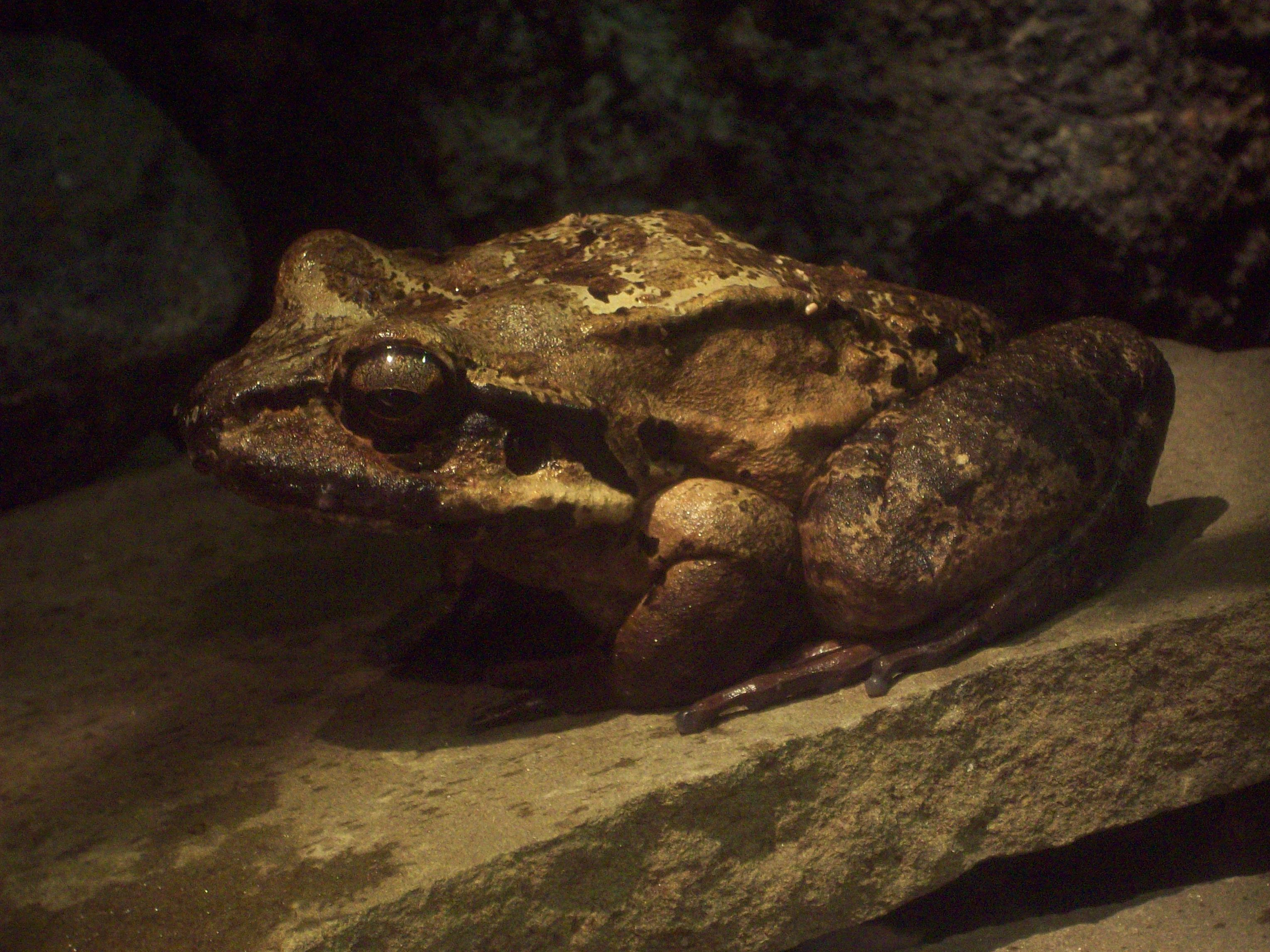
Leptodactylus fallax

Orde: Anura. 
Familie: Leptodactylidae
- Leptodactylus fallax Müller, 1926

### Ranidae
Orde: Anura. 
Familie: Ranidae

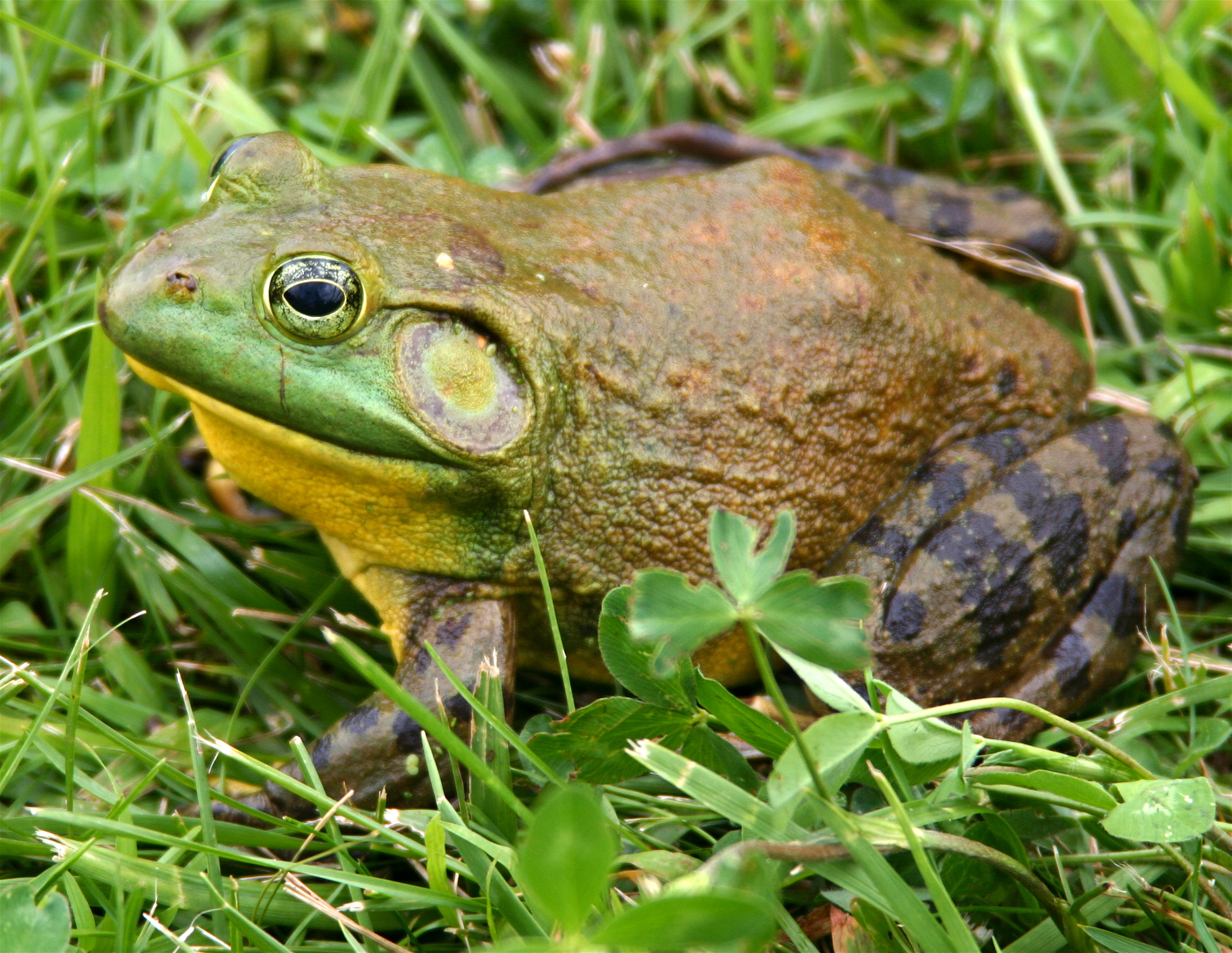
Lithobates catesbeianus

- Lithobates catesbeianus (Shaw, 1802)